# Przecław z Gułtów
Przecław z Gułtów herbu Grzymała (zm. ok. 1378) – starosta kaliski, wojewoda kaliski, starosta generalny wielkopolski.

## Życie prywatne
Żoną jego była siostra Jarosława z Bogorii i Skotnik, arcybiskupa gnieźnieńskiego, a synem Janusz Suchywilk – kanclerz krakowski (1357-1373) i arcybiskup gnieźnieński (1374-1382). Do 1364 roku był właścicielem klucza kobylańskiego, w skład którego wchodziła Dukla. W 1364 roku przekazał te dobra synowi Januszowi.

## Działalność polityczna
Przecław z Gułtów należał do tej generacji swego rodu, która za Kazimierza Wielkiego pojawiła się na arenie politycznej i zaczęła odgrywać poważniejszą rolę. W 1348 roku rozpoczął karierę od urzędu kasztelana poznańskiego i w latach 1348/49 (1350?) był jednocześnie starostą kaliskim. Przez Kazimierza Wielkiego został pozbawiony tego ostatniego urzędu, podobnie jak pozbawił Macieja Borkowica starostwa poznańskiego. Na ich miejsce mianował jednego starostę generalnego Wielkopolski Wierzbiętę z Paniewic. Takie posunięcie doprowadziło do zawiązania w sierpniu 1352 roku konfederacji, którą kierowali obydwaj usunięci z urzędów możnowładcy. Nie występowali oni przeciw królowi, ale bronili szlachty przed nadużywaniem władzy przez starostę. Przecław mimo jak się wydawało aktywnego udziału w konfederacji został w roku 1359 starostą kościańskim, a w 1360 roku wojewodą kaliskim. Od tego momentu aż do roku 1370 bardzo często przebywał w otoczeniu króla jako świadek różnych akcji prawnych.
Popierając plany sukcesyjne Kazimierza Wielkiego zyskał jego duże zaufanie. W 1369 roku po Wierzbięcie z Paniewic król przyznał mu urząd starosty generalnego Wielkopolski. Był na nim krótko, ponieważ po wstąpieniu na tron Ludwika Węgierskiego musiał w roku 1371 odstąpić urząd Ottonowi z Pilicy. W 1372 roku uczestniczył w sądzie nad Janem z Czarnkowa. Jeden z trzech przewodniczących sądu restytucyjnego, który ustanowiła królowa regentka Elżbieta celem rewindykacji dóbr zabranych przez Kazimierza Wielkiego rycerstwu, miastom i klasztorom. Po objęciu w 1374 roku przez Grzymalitę Janusza Suchywilka urzędu arcybiskupa gnieźnieńskiego często mu towarzyszył oraz jako senior reprezentował interesy jego i całego rodu. Żył jeszcze latem 1378, a zmarł zapewne niedługo potem.